# Equipe brasileira na Copa Billie Jean King
A equipe brasileira na Copa Billie Jean King, oficialmente Time Brasil BRB por questões de patrocínio,  representa o Brasil na Copa Billie Jean King, principal competição de tênis feminina por equipes do mundo. É administrada pela Confederação Brasileira de Tênis.

## História
O Brasil competiu pela primeira vez em 1965. Seus melhores resultados foram as quartas de final de 1965 e 1982.

## Última escalação
Para os Play-offs de 2023, em novembro:
- Beatriz Haddad Maia
- Laura Pigossi
- Carolina Alves
- Ingrid Gamarra Martins
- Luisa Stefani